# Piracema
Piracema là một đô thị thuộc bang Minas Gerais, Brasil. Đô thị này có diện tích 280,358 km², dân số năm 2007 là 6554 người, mật độ 24,4 người/km².